# Tomislav Gretić
Tomislav Gretić (Zagreb, 1974.), hrvatski profesionalni kuhar.
Rodio se u Zagrebu 1974. godine. Njegova majka radila je kao računovotkinja u Vjesniku, a otac koji je bio ekonomist, radio je u Ini. Djetinjstvo je proveo na Trešnjevci. Išao je u Ugostiteljsko-hotelijersku školu u Zagrebu.
Radio je u većem broju restorana i hotela u Hrvatskoj i inozemstvu poput restorana luksuznog hotela Monte Mulini u Rovinju i hotela Dolder Grand u Zürichu. 
Bio je član žirija većeg broja natjecateljsko-kulinarskih reality showa. Žiri prve sezone MasterChefa Hrvatska
činili su uz njega Mate Janković te Radovan Marčić. Bio je i član žirija druge sezone RTL-ovog kulinarskog showa “Tri, dva, jedan – kuhaj!”. U listopadu 2019. godine bio je glavni kuhar sudac u HRT-ovom kulinarskom showu “Kuhan i pečen”.
Voditelj je showa Hell's Kitchen Hrvatska.